# إس إس 1
إس إس 1، هي سيارة رياضية بريطانية ذات بابين، صنعت كسيارة سيدان وسيارة للسفر من قبل شركة سوالو سايدكار في فولزهيل، كوفنتري، إنجلترا. عرضت لأول مرة للجمهور في معرض لندن للسيارات [الإنجليزية] عام 1931. استمر إنتاجها بشكل معدل قليلاً بين عامي 1932 و1936، وخلال تلك الفترة صنع منها 148 سيارة.

## الشركة الصانعة
قامت شركة والمسلي ليونز آند كو، المعروفة باسم SS Cars Limited، بشراء شركة سوالو في نهاية يوليو 1934. وفي عام 1945، غيرت SS Cars اسمها إلى جاغوار المحدودة.

## المواصفات
يُلاحظ عن سيارة إس إس 1 قيمتها الظاهرة مقابل المال ومظهرها الجذاب أكثر من أدائها.  استخدمت السيارة من عام 1932 حتى 1934 إما محرك من صنع شركة ستاندارد [الإنجليزية] سداسي الأسطوانات بقوة 15 حصانًا وسعة 2,054 سم مكعب مع 48 حصانًا (36 كيلوواط) أو نسخة بقوة 20 حصانًا وسعة 2,552 سم مكعب وقوة 62 حصانًا (46 كيلوواط). تم توسيع المحركين إلى 2,143 سم مكعب و53 حصانًا (40 كيلوواط) أو 2,663 سم مكعب و68 حصانًا (51 كيلوواط) على التوالي لموديلات 1934 إلى 1936. كان الهيكل أيضًا من صنع شركة ستاندارد وتم تغييره إلى نظام تعليق منخفض في عام 1933. كانت السيارات ملفتة للنظر بسبب تصميمها وتكلفتها المنخفضة بدلاً من أدائها مع سرعة قصوى تبلغ 75 ميلاً في الساعة (121 كم/ساعة). في عام 1932، بلغت تكلفة الكوبيه الأساسي 310 جنيهات إسترلينية. وأنتج ما يزيد قليلاً عن 4,200 سيارة.
بلغ طول السيارة 15 قدمًا و6 بوصات (4,720 ملم) وعرضها 5 أقدام و3½ بوصة (1,613 ملم) وكان وزنها النموذجي حوالي 2,300 رطل (1,040 كجم). زاد العرض إلى 5 أقدام و5½ بوصة (1,664 ملم) في عام 1934.

## معرض الصور

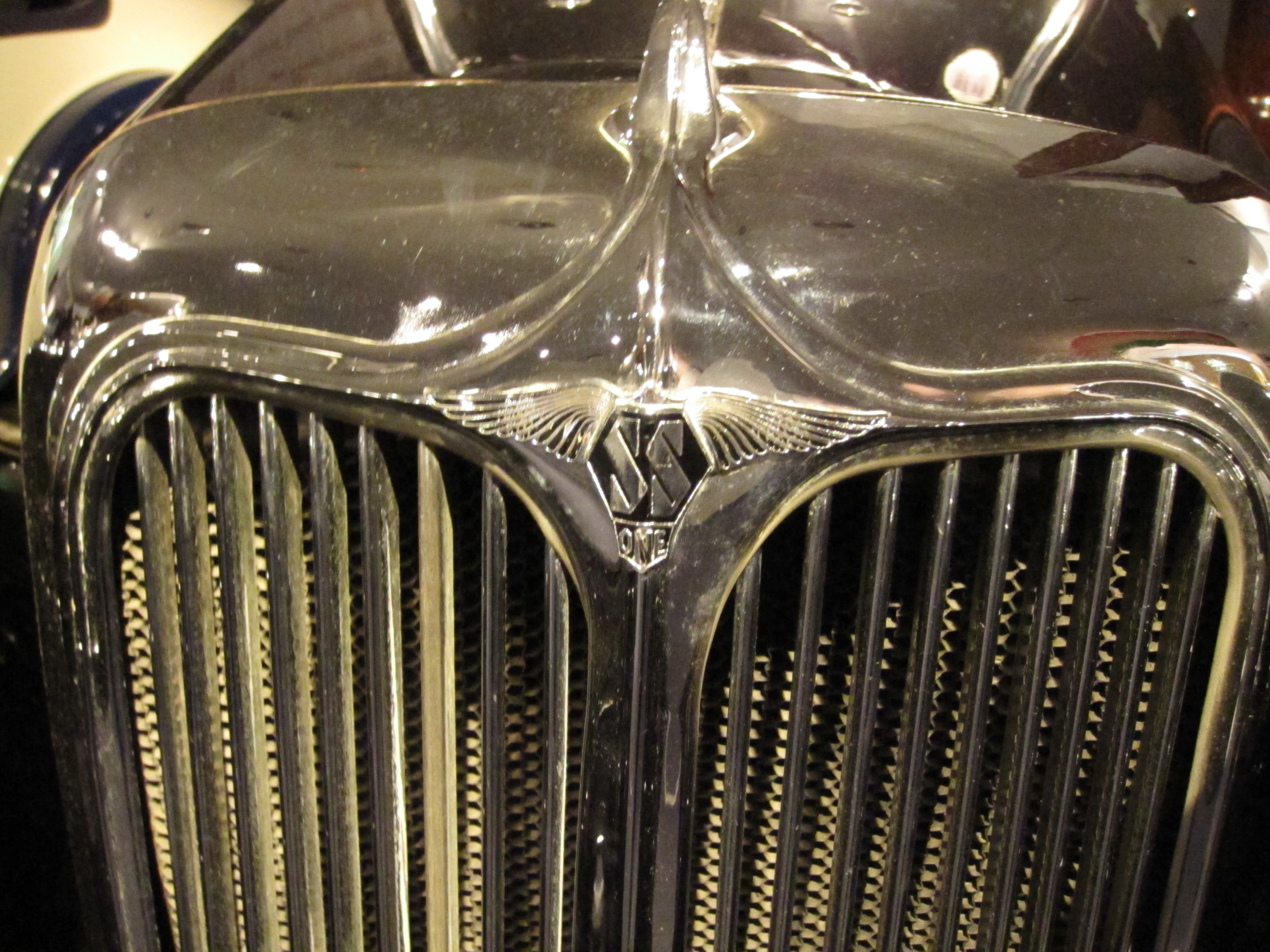
شارة المبرد
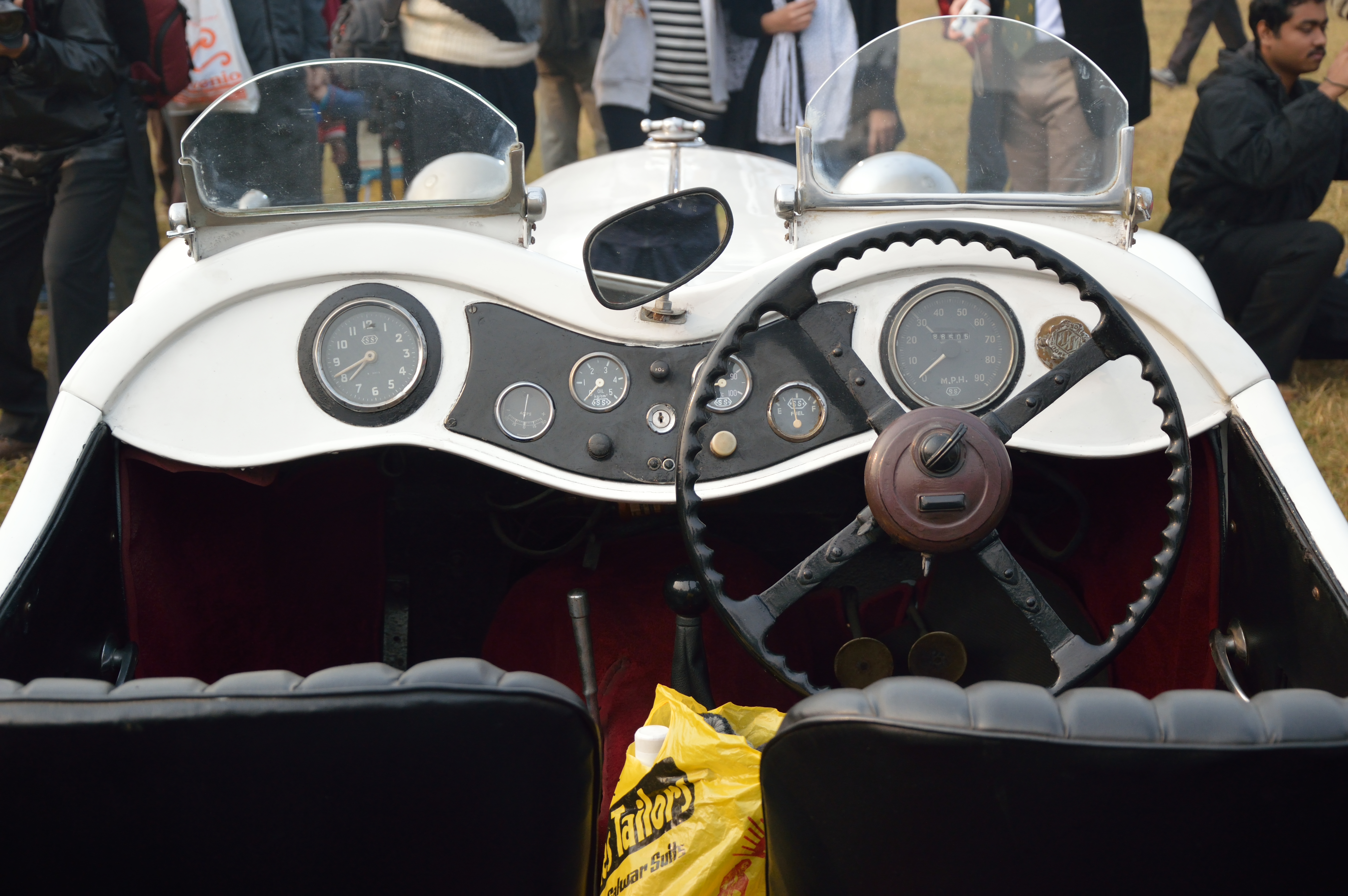
لوحة عدادات سيارة سياحية من عام 1936
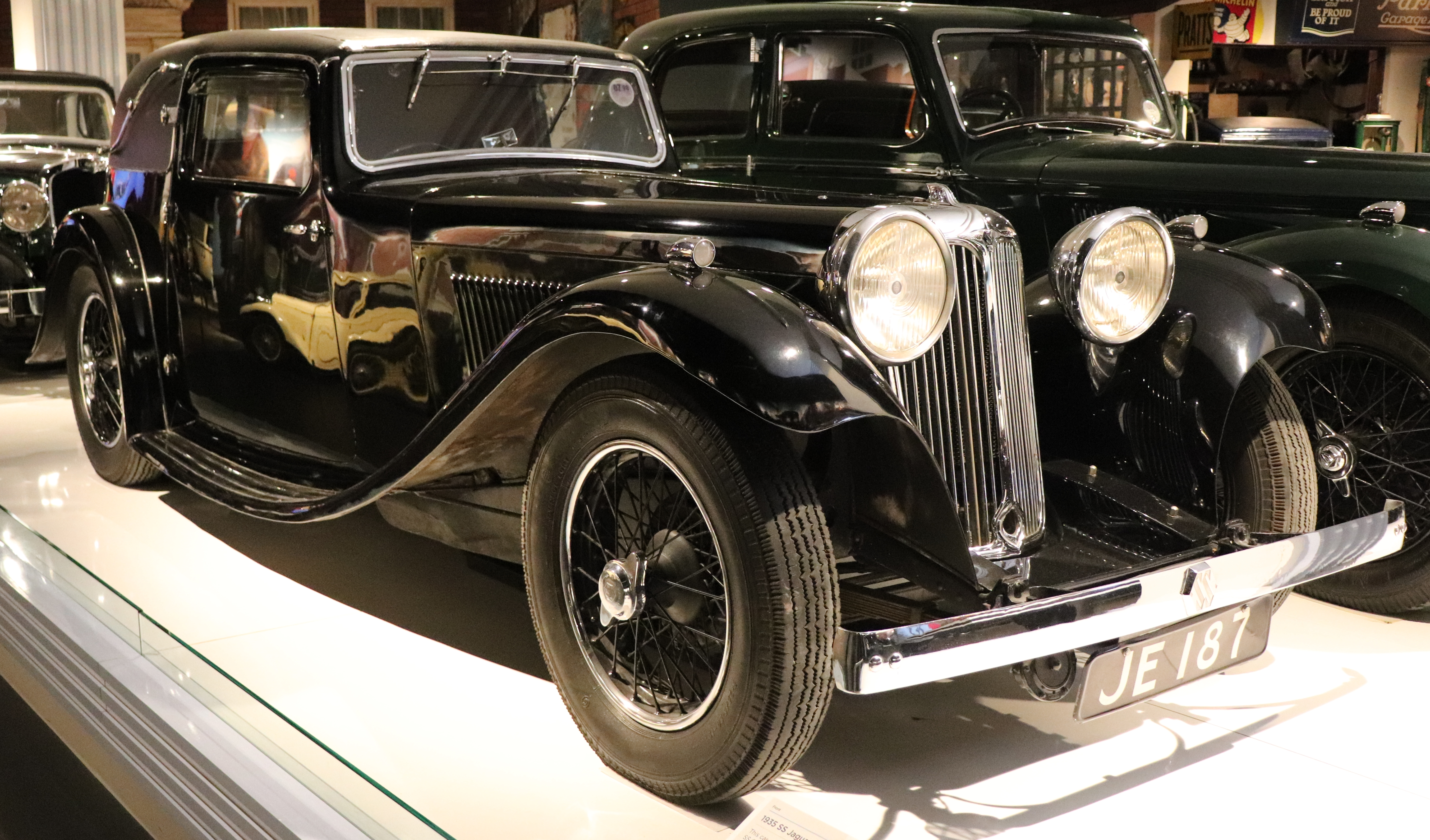
سيارة كوبيه ذات أربعة مقاعد ورأس ثابت موديل 1933
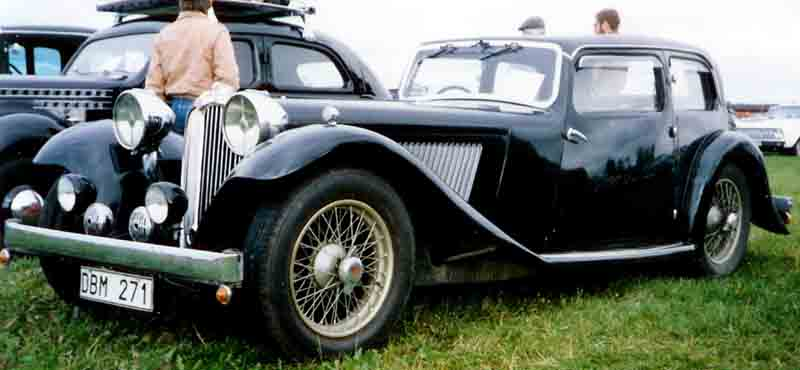
سيارة صالون رياضية بأربعة مقاعد عام 1933
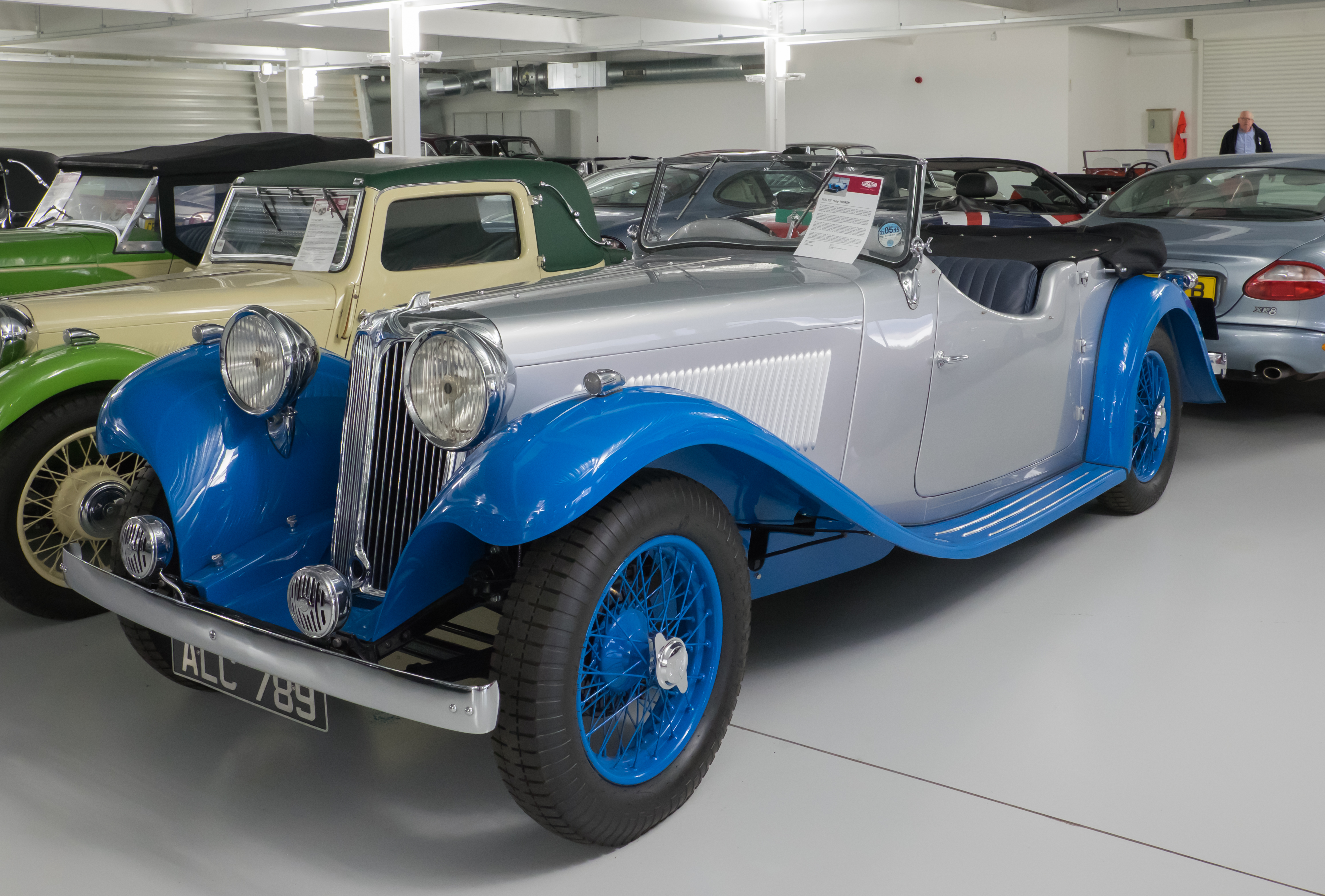
سيارة من عام 1933 بقوة 16 حصان
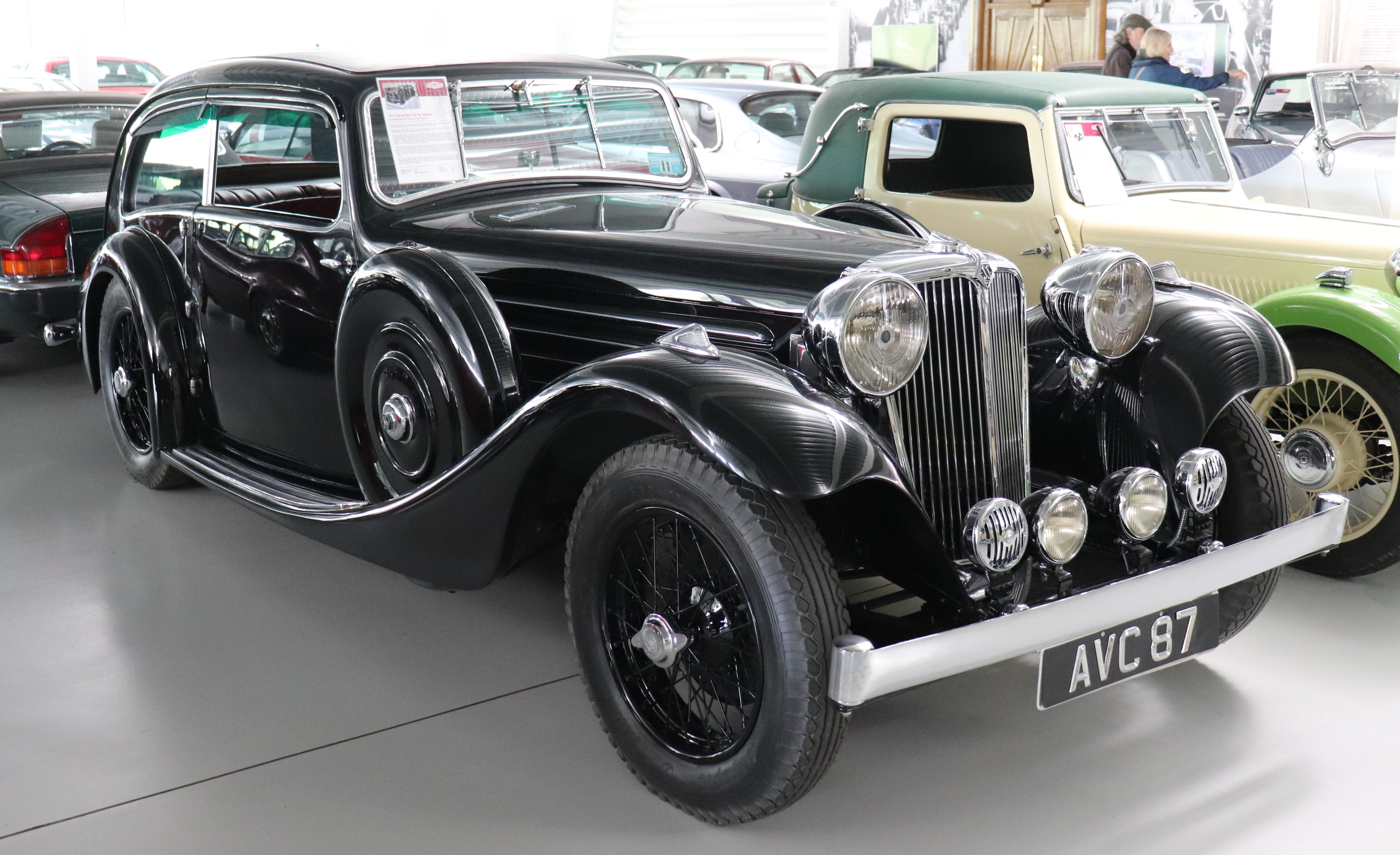
سيارة صالون رياضي عام 1935
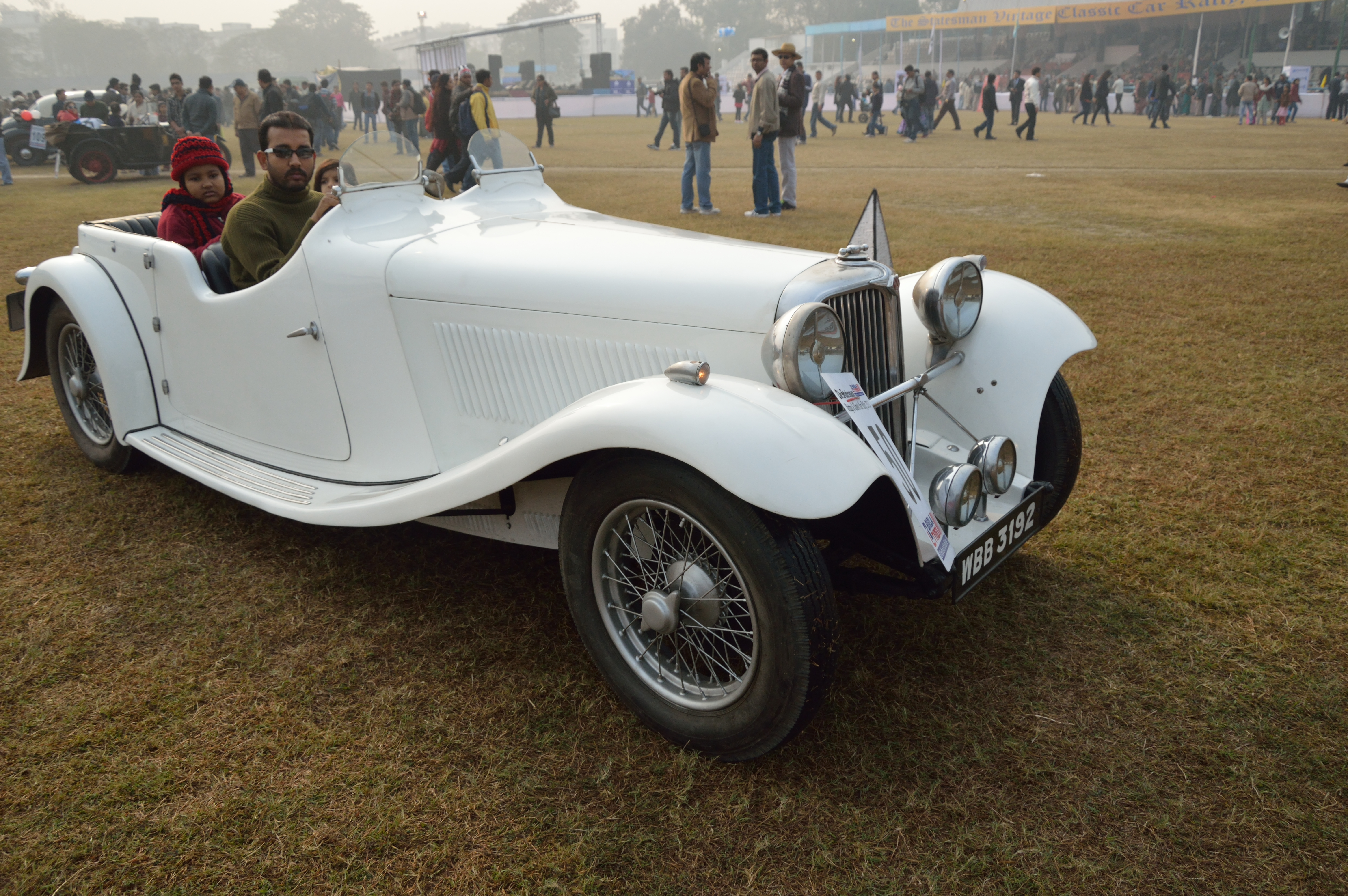
سيارة سياحية موديل 1936
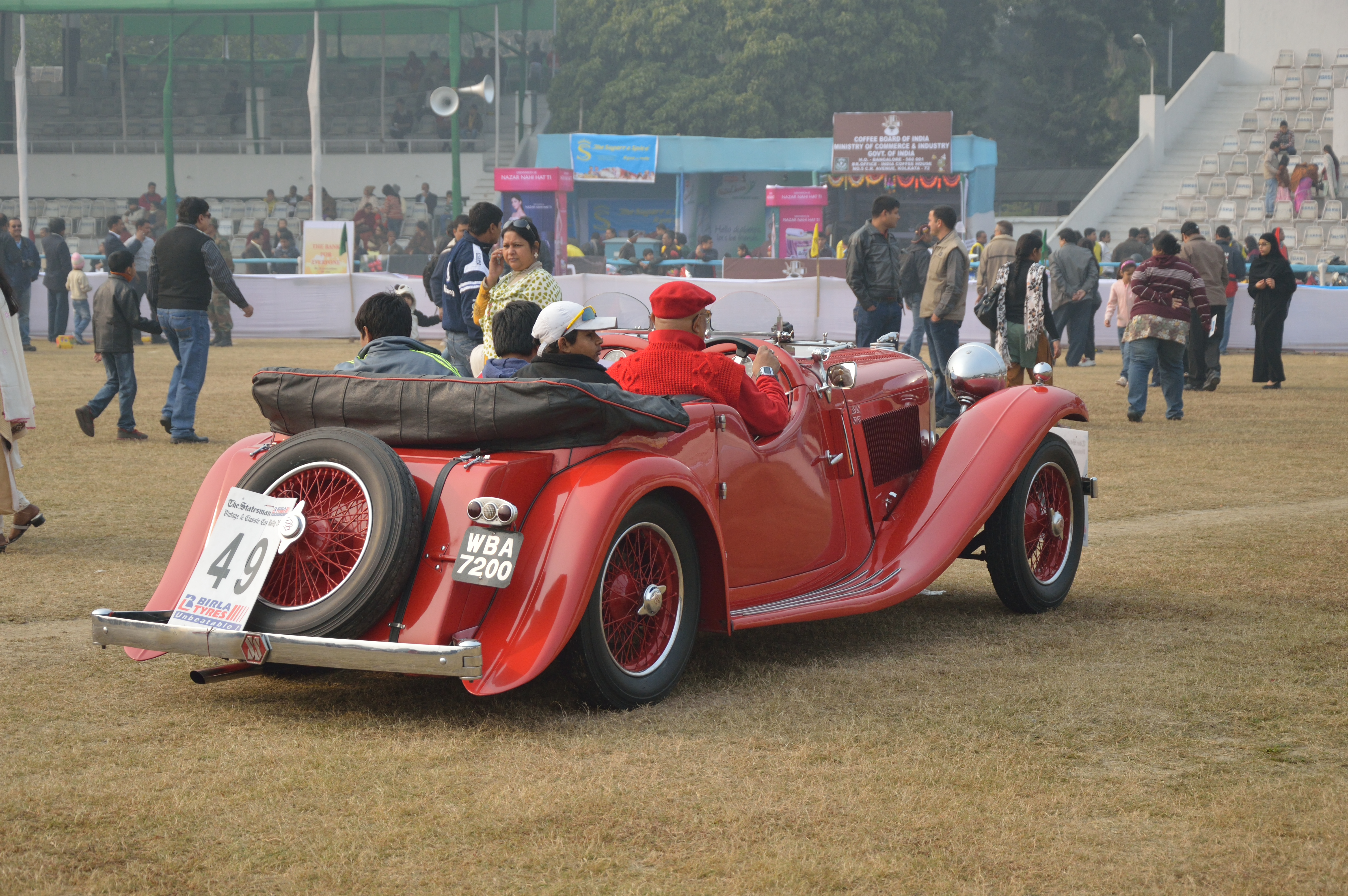
سيارة من سنة 1936 (الجزء الخلفي)